# Форд, Дональд
Дональд Форд (англ. Donald Ford, 25 октября 1944, Линлитгоу, Шотландия) — шотландский футболист, нападающий. Прежде всего известный по выступлениям за клуб «Харт оф Мидлотиан», а также национальную сборную Шотландии.

## Клубная карьера
Во взрослом футболе дебютировал в 1964 году выступлениями за команду клуба «Харт оф Мидлотиан», в которой провёл двенадцать сезонов, приняв участие в 253 матчах чемпионата и забил 93 гола. Большинство времени, проведённого в составе «Харта», был основным игроком атакующего звена команды. В составе «Харта» был одним из главных бомбардиров команды, имея среднюю результативность на уровне 0,37 гола за игру первенства.
Завершил профессиональную игровую карьеру в клубе «Фалкирк», за команду которого выступал на протяжении 1976—1977 годов.

## Выступления за сборную
В 1973 году дебютировал в официальных матчах в составе национальной сборной Шотландии. В течение карьеры в национальной команде, которая длилась 2 года, провёл в форме главной команды страны 3 матча.
В составе сборной был участником чемпионата мира 1974 года в ФРГ.